# ليو كاتس (إحصائي)
ليو كاتس (بالإنجليزية: Leo Katz)‏ هو رياضياتي أمريكي، ولد في 29 نوفمبر 1914، وتوفي في 6 مايو 1976.